# Antonio José Pastor Deleroni
Antonio José Pastor Deleroni “Tito” (Buenos Aires, 26 de julio de 1942, San Miguel, 27 de noviembre de 1973) fue un abogado dirigente del Peronismo de Base (PB) en el partido de General Sarmiento asesinado junto a su esposa por quien se definió: depurador de marxistas dentro del Movimiento 

## Militancia
Era profesor en San Miguel, y abogado; y al momento de su asesinato, era el más reconocido dirigente del Peronismo de Base (PB) en el partido de General Sarmiento.
A los 17 años ya era activista sindical y en 1960 tuvo un paso por la agrupación nacionalista Tacuara. Fue militante peronista en la universidad y fue uno de los fundadores de la Juventud Peronista.  En 1968 se sumó al cuerpo de abogados de la CGTA. Fue miembro fundador de la Comisión de Familiares de Detenidos (COFADE), de la Asociación Gremial de Abogados y defendió a numerosos presos políticos. Tuvo una activa participación en la campaña del FREJULI para las elecciones de marzo de 1973 en Moreno y en General Sarmiento.

## Asesinato
Fue asesinado el martes 27 de noviembre de 1973, en la estación “San Miguel” del ferrocarril General San Martín. Con él murió su esposa, Nélida Florentina Arana.
Uno de los agresores —Ricardo Julio Villanueva—, efectuó siete disparos contra Deleroni, que se desplomó herido de muerte. Chiche intentó cubrirlo con el cuerpo y Villanueva la mató con tres balazos a quemarropa.
Un policía de civil consiguió reducir a Villanueva y los otros cuatro se fugaron en el automóvil. 
Villanueva, también abogado, que trabajaba como custodia en el Ministerio de Bienestar Social, cuyo titular era José López Rega y que estaba ligado a la Unión Obrera Metalúrgica. Cuando compareció ante el Juez se autodefinió como “depurador de marxistas dentro del Movimiento”. No se lo considera un asesinato decidido orgánicamente por la Triple A

#### Nélida Florentina Arana
“Chiche”, empleada de la sección pediatría del Hospital San Miguel, fue también miembro fundadora del PB en General Sarmiento y militante por los derechos sociales y políticos junto con su esposo Deleroni. Tenía 26 años al momento de su asesinato.

## “Depuración interna del peronismo”
La represión sufrida por los distintos sectores de la Tendencia peronista entre 1973 y 1976 fue ejercida en gran medida, por la propia derecha del movimiento, que habría puesto en práctica los lineamientos ordenados por Perón (luego del asesinato de José Ignacio Rucci) para "depurar" internamente al peronismo de todos aquellos elementos marxistas que lo estaban "contaminando". Este sería el caso de “Tito” Deleroni que fue parte de la “depuración interna del peronismo” ordenada por el documento reservado, junto con numerosos atentados, asesinatos y otros hechos de violencia política contra sectores de la izquierda peronista y no peronistas, bajo el precepto de depurar al movimiento.

## Homenajes
Por ordenanza municipal se colocó una placa recordatoria a la Memoria del Tito Deleroni, y otra placa a la de Nélida “Chiche” Arana, su esposa.